# Flen (stad)
Flen (spreek uit: Fleen) is een stad in het landschap Södermanland en de provincie Södermanlands län in Zweden en tevens de hoofdplaats van de gelijknamige gemeente Flen. De plaats heeft 6114 inwoners (2005) en een oppervlakte van 446 hectare.

## Verkeer en vervoer
Bij de plaats lopen de Riksväg 55, Riksväg 57 en Länsväg 221.
Flen heeft zich in de loop der jaren tot spoorwegknooppunt ontwikkeld en heeft een station op de spoorlijnen Stockholm - Göteborg en Oxelösund - Sala.